# Kék paradicsommadár
A kék paradicsommadár (Paradisaea rudolphi) a madarak osztályának verébalakúak (Passeriformes) rendjébe és a paradicsommadár-félék (Paradisaeidae) családjába tartozó faj. 1885-ben Otto Finsch német néprajzkutató, természettudós és utazó Pápua Új-Guineából új fajként írta le és Habsburg–Lotaringiai Rudolf főherceg tiszteletére nevezte el.

## Előfordulása
Új-Guinea szigetének Pápua Új-Guineához tartozó részén honos. Hegyvidéki esőerdők lakója.

## Megjelenése
A hím testhossza a megnyúlt farok tollaival együtt 63 centiméter, a tojó 29 centiméter. Tollazatában a zöldes és a kék szín az uralkodó. A kifejlet hím homloka, a fej oldalai, a nyak és vállak bársonyfeketék, sárgászöld fémesfénnyel, mely hátrafelé mindinkább halványodik. A szem fölött és alatt hosszúkás, fehér, selymes pihékből álló harántfoltot, mögötte pedig kerekded csupasz foltot visel. A nyakszirt és nyaktő sötét cseresznyebarna, háta zöldeskék, feketével vegyítve. Szárnya fölül kék, a szárnyfedők élénk kék szegéllyel. Van továbbá hosszú, fekete, bizonyos állásokban kéken és zöldesen csillogó tollakból álló mellvértje, melynek hátsó szegélyén jól észrevehető, széles, kék harántsáv látható. Hasa fénylő bársonyfekete. Az oldalaiból eredő dísztollak két csoportot alkotnak, úgymint: külsőt és belsőt. A külsők nagyobbak, eléggé merevek és a hasi oldalnak megfelelő alsó felük tőben élénk ultramarinkék, mely a csúcs felé ibolyaszínbe megy át, míg a háti oldalnak megfelelő felsőrészük fénylőbarna. Ezeknek a tollaknak a szárai a felső felükön tőben fehérek, azután barnák, az alsó felükön végig élénkbarnák. A belső csoporthoz tartozó tollak kisebbek és részben erősen befelé kunkorodók. Tövük sötétkék s ez a szín később ultramarinba, majd kobaltkékbe megy át, a tollak vége pedig élénk zöldeskék. A belső csoport kisebb dísztollain rövid gesztenyebarna, erősen kunkorodó tollakból álló takarószerű réteg helyezkedik el s ezek fölött újabb réteg van, amely fekete tollakból áll. Felülről nézve valamennyi dísztoll rozsdabarna színű. A farktollak felül kékek, világosabb szegéllyel, tövük szennyeszöld, alul egyenletesen élénkkékek. Mind a két megnyúlt farktollnak a tő felén a szára fehér, a zászlója barna. Ez a zászló csakhamar rövidesen szinte teljesen elfogy, majd lassanként újból kiszélesedik s végül 7 mm széles palettában végződik. Ez a paletta kék, míg egyébként a tollak szára és zászlaja fekete. A csőr sárgásfehér, a láb szarubarna, a szem barna.

## Életmódja
Gyümölcsökkel és rovarokkal táplálkozik.

## Szaporodása
A hím egy ágon hangjával csábítsa magához a tojót, majd dísztollait felmeresztve udvarol.

## Külső hivatkozások
- Képek az interneten a fajról